# Брак по расчёту
Брак по расчёту — брак, заключаемый по причинам, не связанным с любовью и обязательствами.
Вместо этого такой брак заключается для личной выгоды кого-либо, например в политике, родителей (объединения капиталов семей), сокрытия своей гомосексуальности или для какой-то другой стратегической цели, такой, как «политический брак». Есть некоторые случаи, когда те, кто женат, не намерены жить вместе как пара, и, как правило, вступают в брак только для того, чтобы один из них получил право проживать в государстве или стране, что означает «выгодный брак».
Во многих культурах родители, как правило, решают вопрос о браке своих взрослых детей; это называется «браком по договорённости». Брак по расчёту, который не является ни фиктивным браком, заключённым в мошеннических целях, ни насильственным (принудительным) браком, не является противозаконным.